# 경제포커스
경제포커스는 KBS 해피FM에서 방송했던 경제 뉴스 전문 라디오 프로그램이다. 2013년 4월 7일 자로 13년 만에 폐지되었다.

## 역대 방송시간
| 방송 채널  | 방송 기간                          | 방송 시간                  |
| ---------- | ---------------------------------- | -------------------------- |
| KBS 해피FM | 2000년 11월 6일 ~ 2005년 10월 30일 | 매일 아침 8:05 ~ 아침 8:50 |
| KBS 해피FM | 2005년 10월 31일 ~ 2007년 4월 15일 | 매일 아침 8:05 ~ 아침 8:55 |
| KBS 해피FM | 2007년 4월 16일 ~ 2008년 4월 20일  | 매일 아침 7:10 ~ 아침 8:55 |
| KBS 해피FM | 2008년 4월 21일 ~ 2013년 4월 7일   | 매일 아침 7:10 ~ 아침 8:57 |

## 역대 진행자
- 2000년 11월 6일 ~ 2008년 11월 2일 : 이영권
- 2008년 11월 3일 ~ 2011년 9월 18일 : 박경철
- 2011년 9월 19일 ~ 2013년 4월 7일 : 김광진

## 특징
KBS 해피FM에서 유일하게 경제 뉴스 전문 라디오 프로그램으로 방송되었다.

## 같이 보기
- 경제